# Bonnemaisoniaceae
Bonnemaisoniaceae, porodica crvenih algi u redu Bonnemaisoniales. Rod Bonnemaisonia dao je i porodici i rodu ime. Pripada joj dvadesetak vrsta

## Rodovi
1. Asparagopsis Montagne
2. Bonnemaisonia C.Agardh
3. Delisea J.V.Lamouroux
4. Leptophyllis J.Agardh
5. Pleuroblepharidella M.J.Wynne
6. Ptilonia (Harvey) J.Agardh